# International Psychoanalytical Association
International Psychoanalytical Association (IPA) är en internationell förening för psykoanalytiker grundad 1910 av Sigmund Freud. Föreningen organiserar 12 000 psykoanalytiker runtom i världen. Bland medlemmarna finns Svenska psykoanalytiska föreningen.